# Anna Karenina
Anna Karenina (ros. Анна Каренина) – klasyczna powieść psychologiczna rosyjskiego pisarza Lwa Tołstoja.
Powieść powstała w latach 1873–1877, została wydana w latach 1875–1877, a polskie wydanie ukazało się w latach 1898–1900, w przekładzie J. Wołowskiego.
Powstało wiele adaptacji filmowych opartych na tej powieści zarówno rosyjskich jak i międzynarodowych m.in. w 1997 z Sophie Marceau czy w 2012 z Keirą Knightley.
Pełny tekst:  Anny Kareniny  w Wikiźródłach 

  Pobierz jako: EPUB   • PDF   • MOBI  

## Bohaterowie powieści

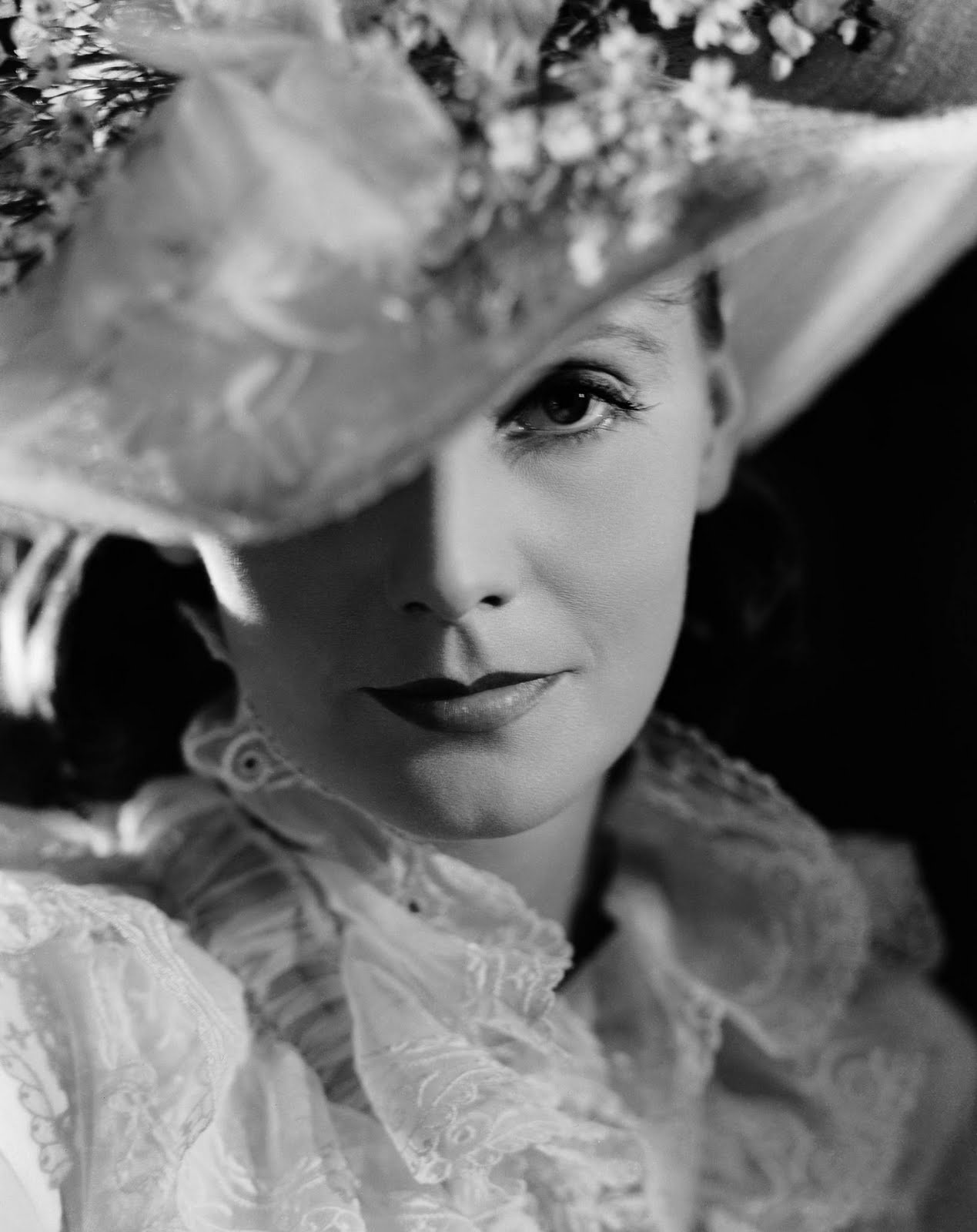
Greta Garbo w roli Anny Kareniny w filmowej adaptacji powieści z 1935

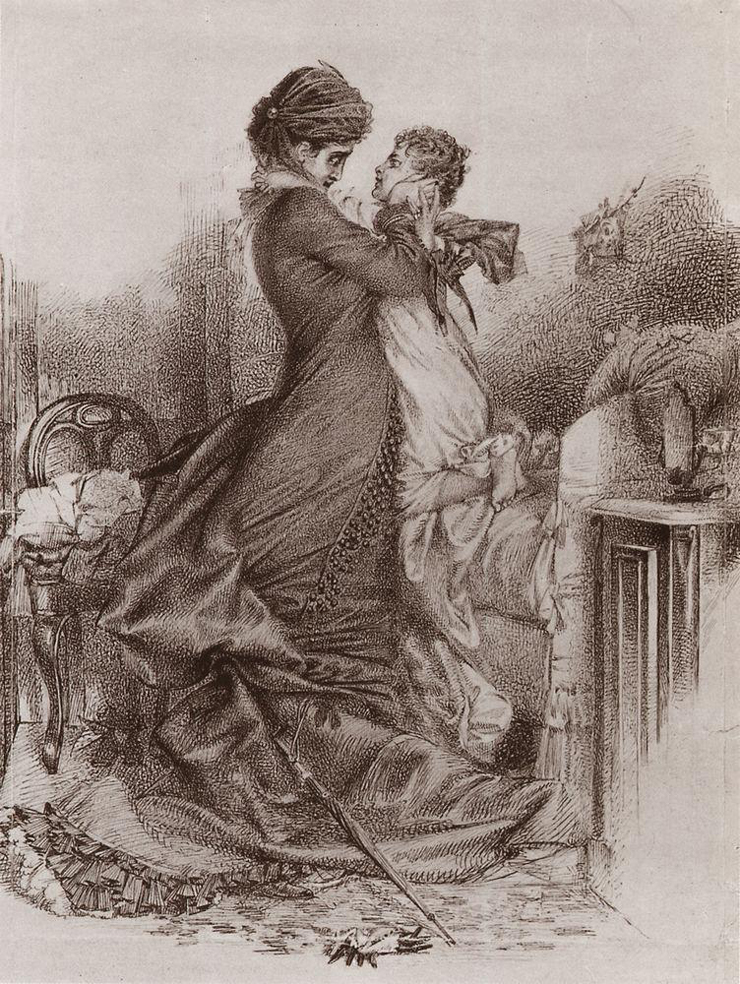
Spotkanie Anny Kareniny z synem, ilustracja do pierwszego wydania powieści, Michaił Wrubel, 1878

Anna Arkadiewna Karenina (z domu księżniczka Obłońska) – młoda żona Aleksieja Karenina i matka ośmioletniego Sierioży (a także, później, maleńkiej Anny, której ojcem jest Aleksy Wroński). Jej mąż piastuje wysokie stanowisko w Petersburgu, dzięki czemu Anna obraca się w kręgach liczących się rosyjskich rodów; cieszy się w tym towarzystwie sympatią. Odznacza się urodą i elegancją. Jest osobą energiczną i stanowczą, a przy tym – wspaniałą matką i dobrą żoną; mąż jednak nie darzy jej wielką miłością, a właśnie za tym uczuciem Anna tak bardzo tęskni. Pewnego dnia na dworcu Anna Karenina spotyka młodego kawalera, hrabiego Aleksego Wrońskiego; w sercach dwojga młodych od pierwszego spojrzenia budzi się gorąca wzajemna miłość. Anna, świadoma swych obowiązków względem męża usiłuje walczyć z nowo powstałym uczuciem, Wroński zaś – choć także zdaje sobie sprawę z powagi sytuacji – postępuje przeciwnie i przy każdym spotkaniu daje młodej kobiecie do zrozumienia, że ją kocha. Jego wyznania sprawiają, że budzi się w niej „ożywczy płomień”. Anna ulega potędze uczucia i choć wie, że to niemoralne, to zostaje kochanką Wrońskiego. W końcu, walcząc ze wstydem i świadomością swego upokorzenia, dochodzi do wniosku, że miłość jego jest „jedyną rzeczą w życiu, która ją obchodzi”, porzuca więc dlań męża i synka. Czekając, aż małżonek przystanie na rozwód, żyje z Wrońskim w wolnym związku, w którym przez pewien czas – mimo świadomości, że sytuacja jej jest moralnie nie do przyjęcia – czuje się nawet spełniona i kochana. Ku rozpaczy Anny, Karenin odmawia zgody na rozwód, a ponadto nie zezwala niewiernej żonie na kontakty z synkiem, Sieriożą, którego ona gorąco kocha. Anna zostaje wykluczona z towarzystwa, które widzi w niej kobietę upadłą, podczas gdy jej kochanka, Wrońskiego społeczne potępienie nie spotyka. Kobieta popada w depresję, którą potęguje ogarniająca ją z nagła paląca zazdrość o kochanka. Coraz silniejsze przekonanie, że Wroński przestał ją kochać, popycha ją ku zgubnemu postępkowi – samobójstwu (Anna rzuca się pod pociąg).
Wroński o Annie Kareninie: Jakby istotę jej wypełniał jakiś nadmiar, który przejawiał się to w blasku jej oczu, to w uśmiechu – jakby wbrew jej woli.
Księżna Miagkaja o Annie Kareninie: To przeurocza kobieta.
Dolly o Kareninach: W całej treści (ich) życia rodzinnego był jakiś fałsz.
Aleksiej Kiriłłowicz Wroński – młody hrabia, przedstawiany jako najświetniejszy przykład „pozłacanej petersburskiej młodzieży”: bogaty, przystojny, wykształcony i miły. Ojciec księżniczki Kitty Szczerbackiej mówi jednak o nim: „Widzę trzpiota, wiercipiętę, który chce się tylko bawić”. Hrabia dzieli ludzi na dwie kategorie: „niżsi” to ludzie w jego mniemaniu pospolici, nudni i śmieszni, którzy uważają, że mężczyzna powinien być wierny żonie, według których dziewczęta mają być niewinne, kobiety – cnotliwe, mężczyźni zaś – energiczni, dzielni, dbający o dom i wychowanie dzieci. Są to w odczuciu hrabiego ludzie staroświeccy, głoszący brednie. Druga grupa to ludzie „wyżsi”, do których Wroński zalicza samego siebie – przystojni, eleganccy, nieliczący się z pieniędzmi, folgujący swym namiętnościom, a lekceważący wszystko inne, wreszcie – umiejący cieszyć się z życia, odważni i otwarci na nowe. Gdy Wroński zakochuje się w Annie, to nie zważa na nieuniknione konsekwencje tego uczucia. Kocha ją prawdziwie. „To nie był chwilowy szał” – pisze Tołstoj – „Anna była mu droższa niż życie”. Dla niej odrzuca możliwość zrobienia świetnej kariery wojskowej. Z czasem jednak gwałtowne napady zazdrości kochanki osłabiają jego miłość i namiętność do niej.
Stiepan Arkadiewicz Obłoński, nazywany Stiwą – brat Anny Kareniny, mąż Darii Aleksandrownej ze Szczerbackich, ojciec siedmiorga dzieci (z których przy życiu pozostało pięcioro). Zdradzał żonę z francuską guwernantką swych dzieci, co doprowadziło do konfliktu między małżonkami, dzięki pomocy Anny Stiwie udało się jednak uzyskać przebaczenie żony. Mieszka i pracuje w Moskwie jako naczelnik jednego z rosyjskich urzędów (pracę otrzymał dzięki szwagrowi, Aleksemu Kareninowi). Stiwa Obłoński jest człowiekiem wesołego usposobienia, bezpośrednim, o sympatycznym obejściu; jest jednak również egocentrykiem i hedonistą, dbającym tylko o własną wygodę. Fakt, że swym postępowaniem boleśnie rani kochającą go Darię, wcale Stiwy nie martwi; ból sprawia mu tylko sam widok jej rozpaczy. Romansu z guwernantką nie wstydzi się, żałuje jedynie, że nie potrafił go przed żoną lepiej ukryć. Stiwa zawsze podziela zdanie większości i wraz z nią zmienia poglądy, dzięki czemu nigdy nikomu się nie naraża. Ze wszystkimi jest na „ty”, wszystkich traktuje jednakowo, co zjednuje mu sympatię otoczenia. Z połową Moskwy i Petersburga jest spokrewniony lub zaprzyjaźniony, zawsze więc może liczyć na pomoc swego środowiska, w którym wszyscy „albo byli, albo stali się możnymi tego świata”. Obłoński nie lubi fałszu, udawania, a poza tym – wszystkiego, co nie daje mu przyjemności. Dążenie do owej przyjemności jest bardzo kosztowne, rodzina więc powoli pogrąża się w długach, lecz Stiwy to nie obchodzi. Nie chodzi on też do kościoła, bo nie lubi straszenia przyszłym światem, skoro przecież na tym można żyć wesoło.
Daria Aleksandrowna Obłońska (nazywana Dolly) – najstarsza z sióstr Szczerbackich, żona Stiwy. Gdy dowiaduje się o jego romansie z guwernantką, bliska jest decyzji o odejściu od męża, ale po interwencji Anny Kareniny przebacza mu. Jest w małżeństwie nieszczęśliwa, lecz jednocześnie wie, że nie mogłaby opuścić Stiwy, bo nadal go kocha. Zarazem jednak wie i czuje także to, że mąż nie odwzajemnia jej miłości, a jego skrucha po romansie z guwernantką nie jest tak naprawdę szczera – jest po prostu odruchem, który podyktowało jego współczucie i litość dla niej oraz pragnienie, by mieć w domu spokój. Mimo że w jakiś czas po pojednaniu Stiwa znów poczyna ją zdradzać, Dolly (choć pogardza zarówno nim, jak i – za słabość – sobą samą) już go nie opuszcza.
Aleksiej Aleksandrowicz Karenin – mąż Anny Kareniny, starszy od niej o 20 lat; ojciec Sierioży. Zajmuje bardzo wysoką funkcję państwową, jest uczciwy, pobożny, błyskotliwy, poważny, inteligentny i silnie trzyma się zasad moralnych; społeczeństwo szanuje go. Od Wrońskiego odróżnia go więc niemal wszystko. Obłoński mówi o nim: „Jest to człowiek konserwatywny, ale wielkiej zacności”. Anna zaś uważa męża za niezdolnego do miłości („Gdyby nie znał miłości ze słyszenia, nigdy nie użyłby tego wyrazu”), choć przyznaje zarazem, że jest on mimo wszystko dobry, prawy, szlachetny i wybitny w swej specjalności. Zanim zaczął się obawiać, że żona go zdradza, nigdy nie myślał o niej jako o osobie mogącej posiadać własne poglądy i pragnienia. Uważał, że zastanawianie się nad tym, co Anna czuje jest szkodliwe i niebezpieczne – sądził, że to „kwestia jej sumienia”. W rzeczywistości żony nie rozumie, nigdy też nie dał jej miłości. Gdy mówi do niej, używa tonu, jakby kogoś przedrzeźniał, np. „Jak dobrze się złożyło, że miałem właśnie pół godziny, żeby cię przywitać i dać ci wyraz moich uczuć”. Karenin jest przekonany, że Anna zawsze będzie go kochała, przeraża go więc zrodzona pod wpływem zaskakujących go wydarzeń myśl, że mógłby zostać przez żonę zdradzony. Dowiedziawszy się o romansie Anny z hrabią Wrońskim, jak również (wkrótce potem) o jej ciąży, nie wyraża (przez pewien czas rozważanej) zgody na rozwód, świadom, że takie posunięcie mogłoby zniszczyć jego nieskazitelną reputację.
Katarzyna Aleksandrowna Lewina (nazywana Kitty) – najmłodsza z sióstr Szczerbackich, ulubienica ojca. Na salonach zaczęła pojawiać się rok przed akcją powieści. Obecnie ma lat 18 i olbrzymie powodzenie w towarzystwie. Początkowo przekonana, że kocha Wrońskiego odmawia ręki Konstantemu Lewinowi, którego przecież – czego nie wydaje się do końca świadoma – naprawdę kocha. Gdy Wroński wyjeżdża za Anną do Petersburga, Kitty załamuje się, po pobycie za granicą dochodzi jednak w końcu do siebie. Wróciwszy, przyjmuje ponowne oświadczyny nadal zakochanego w niej Lewina. Biorą ślub, a po pewnym czasie przychodzi na świat ich syn, Dymitr.
Konstanty Dmitricz Lewin – członek starego szlacheckiego rodu. Po wielu latach znajomości zakochuje się w dużo młodszej od siebie Kitty z książęcego rodu Szczerbackich. Po jej początkowej odmowie zostaje w końcu przyjęty i żeni się z nią. Mieszka na wsi, tam też pracuje. Ma dwójkę rodzonego rodzeństwa – brata i siostrę – oraz starszego brata przyrodniego. Kostia jest gwałtowny i ambitny, interesuje się nauką, jest dobrym gospodarzem, przyjaźni się z chłopami i pomaga im w pracy. Gardzi służbą publiczną, ponieważ chciałby, by praca zawsze miała określony cel. Lewin pragnie życia rodzinnego, a miłość jest dla niego możliwa tylko w małżeństwie. Chciałby, aby przyszła żona była kopią jego matki – istotą tworzącą i spajającą rodzinę. Książę Szczerbacki bardzo go ceni, księżna zaś – nie rozumie go i pragnie, by córka poślubiła Wrońskiego. Mikołaj, rodzony brat Konstantego, jest chorym na gruźlicę alkoholikiem. Ma poglądy socjalistyczne i mieszka z byłą prostytutką. Kostia chce mu pomóc. Proponuje mu wspólne zamieszkanie na wsi, nie zważając na możliwość wywołania w ten sposób skandalu.
Natalia Aleksandrowna Lwowa (nazywana Natalie) – druga córka księżnej i księcia Szczerbackich, młodsza siostra Darii i starsza Katarzyny. Została żoną dyplomaty księcia Lwowa.
Mikołaj Szczerbacki – stryjeczny brat sióstr Szczerbackich.
Siergiej Aleksiejewicz Karenin, nazywany Sieriożą – syn Anny i Aleksego Kareninów.

### Treść powieści
Powieść składa się z ośmiu części. Opowiada historię trzech szlacheckich rodzin: księcia Stiepana Obłońskiego i jego żony Darii (Dolly), Kitty (młodszej siostry Dolly) i właściciela ziemskiego Konstantego Lewina oraz Anny Kareniny, siostry księcia Obłońskiego. Lewin kocha Kitty, Kitty Wrońskiego, Wroński zaś – Annę. Anna jest siostrą Obłońskiego, a jego żona siostrą Kitty – ten schemat niejako spaja dwa różne wątki: Anny i Lewina.

### Tom pierwszy

#### Część pierwsza
Akcja zaczyna się wraz z kryzysem małżeńskim Stiepana Obłońskiego i Dolly spowodowanego romansem księcia. Upokorzona i zrozpaczona Dolly zamierza się rozwieść i wyprowadzić wraz z dziećmi do matki. Ma obecnie 34 lata i po siedmiu porodach jest już nieco podstarzała. Zdrada bardzo ją boli, ponieważ uważa ją za „świadomą i przebiegłą”. „Przecież ona (kochanka) – mówi Dolly – jest młoda i ładna, a mnie moją młodość i urodę zabrano. A kto zabrał? On i jego dzieci. Odsłużyłam swoje i w służbę włożyłam całą siebie, a jemu teraz oczywiście milsze jest młodsze stworzenie […]. Jakże mogę przebaczyć, jakże mogę być teraz znowu jego żoną? Po niej? Pożycie z nim będzie dla mnie udręczeniem dlatego właśnie, że miniona moja miłość do niego jest mi tak droga”.
Obłoński tymczasem przejmuje się przede wszystkim zmianą w swoim ustalonym trybie życia. Nie odczuwa żadnych wyrzutów sumienia. Nie kocha już Dolly, ponieważ przestała go pociągać, a on nie jest w stanie uczynić z siebie starca niezdolnego do miłości. Mówi do Lewina: „Żona się starzeje, a człowiek jest pełen życia. Ani się nie obejrzysz, a już czujesz, że nie jesteś w stanie kochać żony prawdziwą miłością, mimo całego dla niej szacunku”.
Stiepan prosi siostrę o mediację. Anna przyjeżdża zatem pociągiem z St. Petersburga do Moskwy. Po drodze poznaje hrabinę Wrońską, która przedstawia ją na dworcu swojemu synowi, hrabiemu Aleksiejowi Wrońskiemu. W czasie, gdy ze sobą rozmawiają, dochodzi do tragicznego wypadku: robotnik kolejowy wpada pod koła pociągu i umiera. Anna interpretuje to zdarzenie jako „zły omen”. Później, w trakcie rozmowy z bratową, Anna przekonuje ją, że Stiwa nadal ją kocha. W konsekwencji Dolly decyduje się mu wybaczyć. Ich pogodzenie się nie jest jednak trwałe, a wzajemne stosunki stają się dla Darii upokarzające. On rzadko bywa w domu, pieniędzy brakuje. Księżna rodzi szóste dziecko, jednak mąż nie interesuje się nim zbytnio. Dolly podejrzewa go o kolejny romans, jednak tym razem woli się świadomie oszukiwać. Gardzi przez to i sobą i Stiepanem.
W kolejnych dniach do Moskwy przybywa Lewin, przyjaciel Obłońskiego. Jest to człowiek gwałtowny, ambitny, a przy tym nieśmiały. Bardzo kocha Kitty, lecz boi się jej to wyznać. Większość czasu spędza na wsi, czego rosyjska arystokracja nie rozumie. Jest bardzo dobrym gospodarzem ceniącym sobie szczęście rodzinnie. W końcu jednak przybywa do Moskwy z zamiarem oświadczenia się księżniczce Kitty. Dziewczyna ma dopiero 18 lat. Jest młoda, naiwna, niewinna, niepohamowana w gniewie, lecz zdolna do wielkiej miłości. Odkąd weszła do towarzystwa, ma w nim ogromne powodzenie. Interesuje się nią hrabia Wroński, więc odrzuca zakochanego w niej Lewina.
Aleksy Kriłłowicz Wroński jest młodym, zdolnym oficerem. Jego ojciec umarł wcześnie, a matka nawiązała później kilka głośnych romansów. Aleksy wychowywał się zatem w Korpusie Paziów. Teraz zaś jest eleganckim, zdolnym, lecz nieco pustogłowym wojskowym, który dba przede wszystkim o własną przyjemność. Obłoński mówi o nim do Lewina: „(Jest) bogaty, przystojny, ogromnie ustosunkowany, a przy tym nadzwyczaj miły, poczciwy chłopak. […] Jest wykształcony, a w dodatku niegłupi. To człowiek, który wysoko zajdzie”. Książę Szczerbacki twierdzi jednak: „Lewin jest tysiąc razy od niego lepszy. A tamten (Wroński) to petersburski fircyk.”
Aleksy rozkochuje w sobie Kitty niemal bezwiednie, nie zdając sobie sprawy, że wszyscy spodziewają się jego oświadczyn. On jednak nie zamierza się żenić, bo nie tylko nie lubił życia rodzinnego, lecz upatrywał […] zwłaszcza w osobie męża coś obcego, wrogiego, a przede wszystkim śmiesznego. Co więcej, hrabia nawet nie dostrzegał, że wszyscy oczekują jego oświadczyn po tym, jak często Kitty odwiedzał i wielokrotnie z nią flirtował. Nie przypuszczał, że coś, co jemu, a zwłaszcza jej, sprawia tak wielką a niewinną przyjemność może być złe i że Kitty może być nieszczęśliwa, gdy nie złoży jej oczekiwanej propozycji małżeństwa.
Po balu u Szczerbackich, gdy Kitty i jej rodzina oczekują oświadczyn Wrońskiego, on obdarza uwagą piękną Annę Kareninę, na którą patrzy z wyrazem czci i zachwytu. Kiedy z nią rozmawia i tańczy, Kitty zdaje sobie sprawę, że hrabia nie miał zamiaru się z nią ożenić, a dotychczasowe flirty traktował jako swego rodzaju zabawę. Widząc jego zachwyt Anną, Kitty czuje się głęboko rozczarowana i popada w głęboką depresję.
Po balu Anna jest zszokowana faktem, jak bardzo Wroński ją pociąga – emocjonalnie i fizycznie. Postanawia przedwcześnie wrócić do St. Petersburga, do swojego ustabilizowanego trybu życia. Aleksy udaje się tam za nią i to tym samym pociągiem, by – jak mówi – „być zawsze tam, gdzie ona”. Tołstoj pisze, że w tym momencie Wroński wypowiedział to, czego pragnęło serce Anny, lecz lękał się rozsądek. Karenina zdaje sobie sprawę z konsekwencji ewentualnego związku z hrabią, podczas gdy on w ogóle o nich nie myśli. Ona myśli z przerażeniem: „O nie, nie! Ja nie jestem Stiwa! […] Nie zgodziłabym się na to, by zwątpić o sobie”. On zaś stawia sobie za najważniejszy cel w życiu, by ją zdobyć. Karenin, którego Wroński spotyka na dworcu w Petersburgu, bardzo go razi, ponieważ uważa, że tylko on ma niewątpliwe prawo kochać Annę.

#### Część druga
Autor opisuje dotychczasowy tryb życia Anny. Kobieta ma wielu przyjaciół i utrzymuje szerokie kontakty towarzyskie w trzech kręgach: z podwładnymi i kolegami męża (których uważa za nudnych i stara się unikać), z hrabiną Lidią Iwanowną (której Karenin zawdzięcza karierę) oraz z księżną Betsy Twerską.
Po przyjeździe z Moskwy Anna po raz pierwszy zauważa, że jej mąż i syn nie są idealni. Karenin drażni ją nie mniej niż zgromadzeni wokół niego ludzie – zwłaszcza Lidia Iwanowna i jej znajomi, o których Tołstoj pisze, że kobiety są cnotliwe i pobożne, a mężczyźni uczeni i ambitni. Anna zbliża się do rozrywkowego towarzystwa wokół krewnej Wrońskiego, księżnej Twerskiej. Niemal bez przerwy widuje w nim Wrońskiego. Ten zaś raz po raz wyznaje jej miłość. Jego starania budzą wielkie zainteresowanie wśród arystokracji. Pojawiają się pierwsze plotki. Część arystokracji uważa, że starania Wrońskiego, by za wszelką cenę skłonić Annę do cudzołóstwa mają w sobie jakieś imponujące piękno.
Aleksy Aleksandrowicz Karenin zdaje się niczego nie dostrzegać. Jest to człowiek bardzo zapracowany, gdyż pracuje bez pośpiechu i bez wytchnienia. Jest wybitnym mężem stanu, odpowiedzialnym, logicznie myślącym i wysoko cenionym w kręgach rządowych. Karenin uważa, że kocha Annę. Ona zaś jest przekonana, iż on nie wie, czym jest miłość. Karenin żyje w nierzeczywistym urzędniczym świecie i nie potrafi sobie poradzić z rzeczywistym problemem w swoim małżeństwie. Co więcej nigdy nie zastanawiał się nad tym, co żona czuje. Sądził, iż jest to kwestia jej uczuć i sumienia. Nie potrafi z nią rozmawiać, tylko moralizuje. Swoją rolę widzi w kierowaniu nią i ostrzeganiu przed plotkami. Przez to oddala się od niej coraz bardziej, a Anna po roku od poznania Wrońskiego nawiązuje z nim namiętny romans.
Tymczasem Lewin wraca do swojego majątku na wsi z silnym postanowieniem, że nigdy się nie ożeni. Dochodzi do niego wiadomość o poważnej chorobie Kitty. Myśli o wyzwaniu Wrońskiego na pojedynek. Ma o nim złe zdanie, czemu daje wyraz z rozmowie ze Stiwą: „Człowiek, którego ojciec był niczym, a wybił się tylko dzięki intrygom, którego matka Bóg wie z kim nie miała romansu…”

#### Część trzecia
W pobliżu majątku Lewina na wsi znajduje się majątek Obłońskiego o nazwie Jerguszowo. Podczas gdy Stiwa spędza czas w St. Petersburgu na wyścigach i letniskach, jego rodzina jest w Jerguszowie. Lewin odwiedza tam Dolly, która daje mu do zrozumienia, że zdrowa dziś Kitty przyjęłaby teraz jego oświadczyny. On jednak nie ma zamiaru żenić się z nią tylko dlatego, że Wroński ją porzucił. Tymczasem miłość do Anny wypełnia całe życie Wrońskiego. Uważa ją za uczciwą kobietę, która się dla niego poświęca. Dlatego szanuje ją i nie pozwala o niej powiedzieć nic złego. Z chwilą nawiązania romansu Aleksy uważa swoje prawo do Anny za nietykalne, a Karenina za osobę zbyteczną, która jest w pożałowania godnej sytuacji i dlatego pozostaje jej tylko jedno: wyzwanie go na pojedynek.
O romansie Anny wiedzą już w zasadzie wszyscy. Niektórzy czekają tylko na skandal, by publicznie „zmieszać ją z błotem”. Hrabina Wrońska jest na początku zadowolona, bo nic nie dodaje tak poloru jak wielkoświatowy romans. Później jednak stwierdza, że nie jest to romans elegancki, lecz desperacka namiętność, przez którą syn porzucił stanowisko w Moskwie. Dlatego kłóci się z nim i odmawia mu pieniędzy. Starszy brat Aleksego również nie jest zadowolony, bo miłość ta nie podoba się tym, którym powinna się podobać. Tylko Anna i Wroński są szczęśliwi. Ona, bo jest jak zgłodniały człowiek, któremu dano jeść. Być może jest mu zimno […], może nawet mu wstyd, lecz nie jest nieszczęśliwy […].
Najbardziej oboje męczy to, że ich miłość została kupiona za cenę fałszu, hańby i spokoju. Wroński myśli tak: Przedtem była może nieszczęśliwa, ale dumna i spokojna, teraz zaś utraciła spokój i godność. Anna dręczy się ich niejasną sytuacją. Denerwują ją ciągłe potajemne spotkania i kłamstwa. Gdy Wroński dowiaduje się, że Anna jest z nim w ciąży, żąda od niej, by rozstała się z mężem i zamieszkała z nim (choć nie ma na to ani pieniędzy, ani warunków). Anna nie decyduje się na ten krok, ponieważ boi się kompromitacji w towarzystwie i utraty ukochanego syna, Sieroży. „Czy on nie potępi mnie kiedyś z ojcem pospołu? Nie zlituje się nade mną?” – zastanawia się. Chłopiec nie rozumie uczucia matki do obcego mężczyzny i nie wie, jak go traktować. Tymczasem Karenin zaczyna nabierać coraz większych podejrzeń, przez co traktuje żonę i syna z dystansem. Chłopiec wyczuwa dziwne zachowanie ojca i lgnie do matki, która tym bardziej nie jest w stanie go zostawić. Wroński natomiast dochodzi do wniosku, że Sieroża jest zawadą w jego stosunkach z Anną.
Wkrótce potem odbywa się wyścig konny, w którym uczestniczy Wroński. Jest to jednocześnie wydarzenie towarzyskie dla śmietanki St. Petersburga, więc obserwują je także Kareninowie. Podczas pokonywania przeszkody, Aleksy spada z konia i traci szansę na wygraną. Choć jego rany są minimalne, to Anna, która widzi go przez lornetkę, reaguje bardzo gwałtownie na ten upadek. Towarzyszący jej mąż dostrzega tę reakcję i natychmiast zabiera ją do domu. Po drodze kobieta wyznaje mu, iż jest zakochana we Wrońskim, ma z nim romans, a jego nienawidzi. Karenin rozważa pojedynek z Aleksym, ale szybko odrzuca ten pomysł. Jeśli bowiem zostanie zabity, to będzie to niesprawiedliwe. Poza tym boi się przemocy fizycznej. Karenin nie chce też rozwodu, gdyż ten wiąże się ze skandalem. Poza tym strona winna nie może zawrzeć ponownego małżeństwa, a on stałby się tematem niesmacznych plotek, co zaszkodziłoby jego karierze. Separacja również nie jest dla niego rozwiązaniem, ponieważ żona powinna odpokutować za zdradę. Dlatego postanawia ukryć Annę przed światem i zmusić, by przerwała romans. Wie wprawdzie, że z tego nic oprócz fałszu nie wyniknie, ale postanawia żonę zatrzymać, by ją ukarać. Ich stosunki mają być takie, jak dotychczas, ponieważ Karenin nie ma zamiaru cierpieć tylko dlatego, że Anna okazała się złą i niewierną żoną.
Anna jest rozczarowana, ponieważ spodziewała się rozwiązania sytuacji. Winą za jego brak obarcza Karenina: „Nic poza ambicją, nic poza karierą; to cała część jego istoty […] a wzniosłe ideały, umiłowanie kultury, religia – to tylko narzędzia zapewniające powodzenie”. Słowa męża o nierozerwalności małżeństwa Anna przyjmuje ze złością. Chciałaby, żeby Karenin zachował się jak mężczyzna i przerwał stan dla niej niewygodny. Ma do niego pretensje: „Oczywiście! […] Ten chrześcijański, ten wspaniałomyślny człowiek! Och, jakiż on nikczemny, jaki wstrętny! Powiadają: religijny, moralny, uczciwy, rozumny człowiek, ale […] nie widzą, jak przez lata dławił moje życie, dławił wszystko, co we mnie żywe i ani razu nie pomyślał o tym, że jestem żywą i spragnioną miłości kobietą. […] Jestem żywa i niewinna temu, że Bóg mnie stworzył, jaką jestem: spragnioną życia i miłości”. Tołstoj ukazuje w tym miejscu Annę jako osobę nie do końca sprawiedliwą. Karenin na swój sposób bardzo ją kochał, lecz nigdy nie umiał tego okazać.
Anna postanawia kontynuować to niedobrane małżeństwo ze względu na syna. Wroński tymczasem stracił szansę na wysokie stanowisko przez swój wyjazd z Moskwy. Sierpuchowski, jego rówieśnik, jest już generałem, a on nadal tylko rotmistrzem. Kolega doradza mu protekcję i żeby się ożenił, bo w przeciwnym razie zawsze będzie mieć związane ręce. Wroński odpowiada jednak, że jest szczęśliwy ze swą miłością.

#### Część czwarta
Kareninowie nadal żyją razem, lecz są sobie zupełnie obcy. Anna i Wroński spotykają się poza domem, o czym Karenin wie. Aleksy spodziewa się, że namiętność żony przeminie, ludzie zapomną, a jego nazwisko pozostanie nieskalane. Anna zaś i jej kochanek mają nadzieję, że wszystko się przesili i wyjaśni.
Wroński zauważa, że Anna zmieniła się fizycznie i moralnie. Jest zazdrosna o kochanka, ponieważ nie wie, co i z kim robi, gdy nie jest z nią. O mężu ma obecnie jak najgorsze zdanie. Mówi o nim Wrońskiemu: „Czy […] nie znam tego fałszu, którym on przesiąkł cały? Czy można, będąc zdolnym do jakiegokolwiek czucia, żyć tak, jak on żyje ze mną? On nic nie rozumie, on nic nie czuje. Czy normalny człowiek mógłby mieszkać z niewierną żoną […]? To nie jest mężczyzna, nie człowiek, to kukła! Ach, gdybym była na jego miejscu, dawno bym zabiła […] taką żonę jak ja […]. On nie rozumie, że jestem twoją żoną, że on tu jest obcy, zbyteczny”.
Karenin tymczasem odpowiada na jej zarzuty: „Podłość […]? Podłością jest rzucić męża i syna dla kochanka i nadal jeść mężowski chleb!” oraz „Pani tylko o sobie pamięta! Cierpienia człowieka, który był mężem pani, nie interesują pani. Pani nie obchodzi, że całe jego życie rozpadło się w gruzy”.
Aleksy po raz kolejny zastanawia się nad rozwodem. Spotyka się ze Stiwą i oznajmia mu, że odtąd ich wzajemne stosunki muszą ulec zmianie. Obłoński jest bardzo zasmucony, ponieważ dotychczas bardzo korzystał na protekcji szwagra.
Tymczasem Lewin czuje, że nadal kocha Kitty. Oświadcza się jej, pisząc kredą na stole i tym razem zostaje przyjęty.
Aleksy Karenin spotyka się w Moskwie z Dolly, która próbuje go odwieść od rozwodu z Anną. „Nie wolno ci jej gubić” – mówi. – „Będzie niczyją żoną! Zginie!” Na to on wyznaje, że pozostawiając sprawy bez zmian, chciał Annę ratować od hańby, lecz teraz zrozumiał, że to błąd. Dla Dolly jest jasne, że Karenin bardzo cierpi, choć stara się nie dać tego po sobie poznać.
Gdy Aleksy wraca do hotelu, otrzymuje od Anny list, że jest umierająca w wyniku trudnego porodu. Urodziła córkę, Annę. Na łożu śmierci Anna mówi do męża: „Jestem zawsze taka sama… Ale jest we mnie inna, boję się jej – to ona pokochała tamtego, więc musiałam cię znienawidzić, ale nie mogłam zapomnieć o tej, którą przedtem byłam. Ona, to nie ja”. Karenin jest bardzo wzruszony i wybacza żonie wszystko. Akceptuje nawet obecność Wrońskiego w jej pobliżu. Wydaje mu się przez to w jakiś sposób wzniosły, dobry, pełen prostoty i wielkości. Wroński tymczasem czuje się poniżony i nikczemny. Jest też nieszczęśliwy, bo obawia się, że stracił Annę na zawsze. Nie widzi dla siebie przyszłości i próbuje popełnić samobójstwo.
Karenin, przebaczywszy żonie, postanawia zbliżyć się do syna i zajmować jej córką. Dostrzega jednak, jak nietrwałe i sztuczne są ich wzajemne stosunki. Po swoim wyzdrowieniu Anna unika męża. On zaś znajduje się pod wielkim naciskiem, ponieważ już nie tylko ona, lecz całe towarzystwo oczekuje na jego decyzję w sprawie rozwodu. Rozumie, jak niedopuszczalne w oczach świata stało się ich położenie. Uważa, że byłoby najlepiej, gdyby Anna zerwała z Wrońskim, ale wie już, że to niemożliwe. Jednocześnie zdaje sobie sprawę, iż rozwód sprawi, że sytuacja żony stanie się poniżająca i bez wyjścia, a on zostanie pozbawiony wszystkiego, co kiedykolwiek kochał. Gdy do Petersburga przybywa Stiwa, Anna wyznaje mu, iż nie jest w stanie żyć z Kareninem. Nienawidzi go za jego wspaniałomyślność, gdyż czuje się przy nim podła i mało warta. Jest przekonana, że małżeństwo z o 20 lat starszym mężczyzną było od początku okropnym błędem i pragnie teraz ostatecznego rozstrzygnięcia – rozwodu. Mąż nadal się waha: uczucia religijne zabraniają mu wziąć winę na siebie oraz pozwolić, by oskarżono Annę. Jednocześnie nie chce, by syn z nią został.
Wroński decyduje się na wyjazd do Taszkentu, lecz wcześniej odwiedza Annę. Kobieta opowiada mu, że nie jest w stanie żyć dłużej z mężem, nie chce już rozwodu, w ogóle jest jej wszystko jedno. Miesiąc później Anna opuszcza męża i syna i udaje się z kochankiem za granicę. Wroński występuje z wojska, a Anna zrzeka się rozwodu z mężem.

### Tom drugi

#### Część piąta
Odbywa się ślub Lewina i Kitty. Po weselu państwo młodzi zamieszkują na wsi. Tymczasem Anna i Wroński podróżują od trzech miesięcy po Europie. Anna jest bardzo szczęśliwa, nie myśli o przyszłości. Rzadko myśli też o synu, bo ma ze sobą córkę. Kocha Wrońskiego do szaleństwa, nie widzi w nim żadnych wad, lecz obawia się utraty jego miłości. On również jest bardzo szczęśliwy, lecz odczuwa brak konkretnego celu. Ze względu na swoją sytuację oboje nie utrzymują kontaktów towarzyskich, więc coraz częściej dopada ich nuda. W końcu postanawiają wrócić do Rosji.
Pierwsze dni i tygodnie małżeństwa Lewinów upływają na drobnych sprzeczkach. Brat Konstantego poważnie choruje i w końcu umiera, natomiast Kitty jest w ciąży.
Tymczasem po odejściu Anny Karenin czuje się całkowicie wytrącony z równowagi, samotny, nikomu niepotrzebny, pogardzany i ośmieszony. Dotychczas darzył żonę całym uczuciem, do którego był zdolny i teraz bardzo brakuje mu kogoś bliskiego. Hrabina Lidia Iwanowna dostrzega jego trudną sytuację. Otrzymuje list od Anny, w którym prosi ona o widzenie z synem. Hrabina przekonuje Karenina, by ten nie wyrażał na nie zgody, gdyż może to zasiać niepotrzebny zamęt w duszy dziecka. Dlatego mówią Sieroży, że jego matka nie żyje.
Anna i Wroński mieszkają w St. Petersburgu, ale osobno. Wroński wyznaje Stiwie, iż uważa Annę za swoją żonę, kocha ją i żąda dla niej szacunku. Zamierza się z nią ożenić, gdy tylko ona otrzyma rozwód. Niestety, towarzystwo nie akceptuje ich związku. Aleksy może zatem bywać, ale sam. Sytuację pogarsza fakt, iż Anna tęskni za synem, czego Aleksy zupełnie nie rozumie. Anna kocha Sierożę bardziej niż córkę, ponieważ niegdyś jako kobieta niekochana obdarzyła go całą swą miłością.
Anna postanawia wybrać się do opery. Wroński próbuje ją odwieść od tego zamiaru. Gdy Karenina pojawia się w teatrze, towarzystwo uznaje, że rzuciła mu wyzwanie i zaakceptowała swą pozycję kobiety upadłej. Jedna z kobiet mówi wręcz otwarcie, że to hańba siedzieć koło Anny. Ta ostatnia jest przez to upokorzona i zła. O wszystko robi wyrzuty Wrońskiemu. W końcu jednak para godzi się i wyjeżdża do jego majątku na wieś.

#### Część szósta
Latem Lewinowie goszczą całą rodzinę Szczerbackich i Obłońskich. Dolly odwiedza Annę mieszkającą w pobliskim majątku. Po drodze porównuje ich sytuacje. „Gdzie jest jej wina?” – myśli – „Nie kochała męża. Czy winna jest temu, że chce żyć; przecież to Bóg dał nam to pragnienie”. Daria żałuje, iż wcześniej posłuchała Anny i nie odeszła od Stiwy.
W majątku Wrońskiego Anna wyznaje szwagierce: „Jestem niewyobrażalnie szczęśliwa. Jest mi tak, jakby dotknął mnie czar”. Dolly zauważa, iż szwagierka niewiele zajmuje się córką. Jest zszokowana jej wyznaniem, iż nie chce ona mieć więcej dzieci. W świetle prawa byłby one zresztą – podobnie jak mała Anna – dziećmi Karenina. Anna obsesyjnie obawia się utracić miłość kochanka. Jednocześnie cierpi z powodu utraty syna. Nie może pogodzić się z faktem, iż dwie największe miłości jej życia wzajemnie się wykluczają. Ciągła huśtawka nastrojów odbija się na zdrowiu Anny. Od czasu choroby bierze morfinę, od której jest obecnie silnie uzależniona.
Wroński nadal kocha Annę, ale czasami tęskni za wolnością. Męczą go próby przywiązania go do niej. Im bardziej jednak podkreśla swoją niezależność, tym bardziej Anna pragnie go przy sobie zatrzymać miłością i własnym powabem. Z tego powodu raz po raz między kochankami dochodzi do spięć. W końcu obydwoje postanawiają wyjechać do Moskwy. Zamieszkują tam jak małżeństwo, oczekując na rozwód Anny.

#### Część siódma

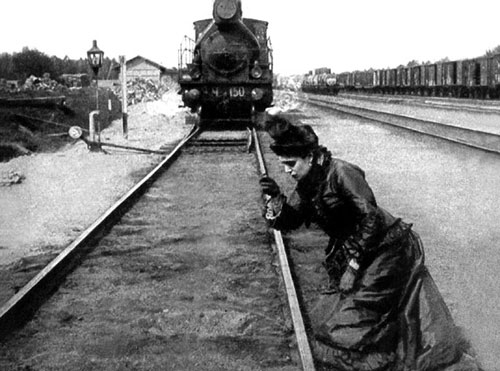
Anna Karenina rzuca się pod koła nadjeżdżającego pociągu, kadr z pierwszej ekranizacji powieści z 1914

Lewinowie przebywają w Moskwie, gdzie po długim porodzie Kitty rodzi syna, Dymitra. Obłońscy toną w długach. Stiwa postanawia więc zdobyć dobrze płatną posadę państwową. Wstawia się za nim cała rodzina.
Tymczasem Anna od pół roku czeka w Moskwie na rozwód. Nie żąda już nawet syna, lecz Karenin jako człowiek religijny nadal się zastanawia, czy i ewentualnie na jakich warunkach zgodzić się na oficjalne zakończenie małżeństwa. Wroński daje Annie do zrozumienia, że oprócz miłości do niej, ma też inne zobowiązania. Ona zaś pragnie tylko jego miłości. Aby uniknąć wymówek, Aleksy przebywa często poza domem, a Anna odczuwa przez to coraz większe rozdrażnienie. Daje mu upust, gdy Wroński wraca, więc często dochodzi między nimi do kłótni. Anna podejrzewa, iż za wszystkim stoi inna kobieta. Rzeczywiście, hrabina Wrońska stara się wyswatać syna. Nie chce, by tkwił w związku tak dla niego trudnym, pozbawionym perspektyw. Ma nadzieję, że ożeni się z dziewczyną z dobrej rodziny o nieposzlakowanej opinii. Anna dostrzega to niebezpieczeństwo, ponieważ w oczach świata Aleksy nadal ma wszystkie możliwe prawa, podczas gdy ona jest ich pozbawiona. Wroński zdaje się nie dostrzegać zabiegów matki, a ciągłe wyrzuty ukochanej kobiety coraz bardziej go złoszczą. Każda strona czuje się pokrzywdzona i udowadnia drugiej winę.
Anna wini Wrońskiego przede wszystkim o utratę syna. Żałuje także, że nie umarła podczas połogu. Zaczyna postrzegać śmierć jako ostateczne rozwiązanie wszystkich swoich problemów: „Wystarczy umrzeć” – myśli – „a Wroński uzna swą winę. Będzie mnie żałował, będzie mnie kochał i cierpiał z mojego powodu”. Podczas kolejnej kłótni mówi mu: „Porzuć mnie! Kimże ja jestem? Kobietą upadłą, kamieniem u twej szyi. […] Zwrócę ci wolność. Nie kochasz mnie, kochasz inną!”. Aleksy zapewnia ją o swej miłości, lecz nawet wspólna noc nie jest w stanie zmienić jej nastawienia. Podejrzewa nawet, że takie same pieszczoty Aleksy rozdaje innym kobietom.
Narastające rozdrażnienie sprawia, iż Anna uznaje, iż śmierć […] to jedyny środek zdolny wskrzesić w sercu (Aleksego) miłość do niej, karząc go jednocześnie, środek przesądzający jej tryumf w walce. Ostatnie słowa Anny do Wrońskiego brzmią: „Pan tego pożałuje” (rzekomej zdrady i obojętności). Po tej kłótni zdesperowany hrabia wyjeżdża do matki, zostawiając kochankę w strasznym stanie. Kobieta udaje się do Dolly, której zamierza się zwierzyć. U niej jest już jednak Kitty, więc Anna wychodzi bez słowa. Czuje się niczym wyjęta spod prawa. W tym stanie ogromnego wzburzenia jedzie na dworzec. Po drodze myśli, że Wroński związał się z nią jedynie przez wzgląd na własną próżność. „Miłość moja staje się wciąż bardziej namiętna i samolubna, a jego miłość stopniowo wygasa” – myśli. – „Gdybym była (dla niego) czymś więcej niż tylko kochanką namiętnie pożądającą jego pieszczot. Lecz ja niczym innym być nie mogę i nie pragnę. Moje pożądanie wzbudza w nim wstręt, a jego wstręt we mnie urazę”.
Na dworcu Anna wsiada do pociągu i wysiada na następnej stacji. Przechadza się po peronie. Zrozpaczona rzuca się pod koła nadjeżdżającej lokomotywy. Jej ostatnia myśl: „Boże, przebacz mi wszystko”.
Informację o Wrońskim po śmierci Anny otrzymujemy z listu jego matki. Najpierw Aleksy nie odzywał się przez sześć tygodni, w końcu nie wiedząc dokładnie, co robi, oddał córkę Kareninowi. Przytłacza go olbrzymie poczucie winy, ból i żal. Wciąż dźwięczą mu w uszach ostatnie słowa Anny: „Pan tego pożałuje”. Wie, że Anna się zabiła, żeby teraz cierpiał. Udaje się na front, by walczyć w wojnie serbsko-tureckiej. Ma nadzieję, że zginie, bo nie zależy mu już na życiu.
Hrabina Wrońska pisze o Annie: „Cóż to była za jakaś wariacka namiętność?! Byle dowieść jakiejś oryginalności… Otóż i dowiodła! Siebie doprowadziła do zguby i zniszczyła dwóch zacnych ludzi: swego męża i mego nieszczęsnego syna”.

#### Wątki końcowe
Lewin odnajduje spokój ducha. Dochodzi do wniosku, że człowiek nie może żyć tylko dla siebie, lecz jego sensem życia jest życie „dla Boga, a nie dla czynienia zadość swym potrzebom” (cytat z powieści); dla innych, czyniąc bezinteresownie dobro.
Stiwa błaga Dolly, by uratowała jego honor i spłaciła jego długi, sprzedając swój osobisty majątek. Ona jednak nie godzi się na to. Po raz kolejny myśli o rozwodzie. W końcu Kitty odstępuje jej część swojego majątku, co na jakiś czasu ratuje sytuację finansową Obłońskich.

## Jarosław Iwaszkiewicz o powieści
„Instynkt artysty i widzenie prawdy życia stwarza z powieści Anny jedną z najpiękniejszych postaci literatury światowej. A jednocześnie wiedza życia daje Tołstojowi możliwość oczyszczenia Anny z wszelkiego cienia winy i przeniesienia oskarżenia na rzeczywistego winowajcę – na ustrój społeczny, w którego ramach szczera, namiętna Anna nie może się pomieścić. W rezultacie powieść Tołstoja staje się oskarżeniem społeczeństwa stwarzającego warunki życia Anny. I jeśli Tołstoj usiłuje konfliktowi Anny ze społeczeństwem przeciwstawić patriarchalną idyllę Lewina z jego wsią i chłopami, to zamiar ten się Tołstojowi nie udaje, nie ma w nim bowiem prawdy”.

## Wybrane adaptacje filmowe
- 1914 Anna Karenina (film 1914), rosyjska adaptacja w reżyserii Władimira Gardina
- 1915 Anna Karenina (film 1915), amerykańska adaptacja, Annę Kareninę grała duńska aktorka Betty Nansen
- 1927 Love (film 1927), amerykańska adaptacja, Annę Kareninę gra Greta Garbo w reżyserii Edmunda Gouldinga.
- 1935 Anna Karenina, amerykańska adaptacja w reżyserii Clarence’a Browna, występuje Greta Garbo i Fredric March
- 1948 Anna Karenina (film 1948), ekranizacja w reżyserii Juliena Duviviera, w rolę Anny wcieliła się Vivien Leigh
- 1953 Anna Karenina (film 1953), rosyjska adaptacja w reżyserii Tatiany Łukaszewicz
- 1967 Anna Karenina (film 1967), rosyjska adaptacja w reżyserii Aleksandra Zarchiego
- 1974 Anna Karenina (film 1974), rosyjska ekranizacja w reżyserii Margarity Pilichiny
- 1985 Anna Karenina (film 1985), adaptacja w reżyserii Simona Langtona
- 1997 Anna Karenina, pierwsza amerykańska wersja reżyserowana w Rosji, przez Bernarda Rose. W rolę Anny wcieliła się Sophie Marceau
- 2000 Anna Karenina, serial brytyjski
- 2009 Anna Karenina (film 2009), rosyjska adaptacja w reżyserii Siergieja Sołowjowa
- 2012 Anna Karenina (film 2012), francusko-brytyjska adaptacja w reżyserii Joe Wrighta z Keirą Knightley w roli tytułowej
- 2017 Anna Karenina. Historia Wrońskiego, rosyjska swobodna adaptacja w reżyserii Karena Szachnazarowa z Jelizawietą Bojarską w roli Anny.